# Катепсин G
Катепсин G — один из катепсинов человека, кодируемый геном CTSG на 14-й хромосоме. Данный белок, наряду с катепсином A, принадлежит к семейству сериновых протеаз. Участвует в уничтожении и переваривании захваченных патогенов, а также в ремоделинге соединительной ткани в областях воспаления.

## Клиническое значение
Повышенные уровни катепсина G отмечены в роговице при кератоконусе.